# انگل‌ها و عوامل بیماری‌زا در گرگ‌ها
گرگ‌ها ممکن است به انواعی از عوامل بیماری‌زا مبتلا شوند، از جمله ویروس‌ها، باکتری‌ها و انگل‌ها، چه خارجی و چه داخلی. آلودگی انگلی در گرگ‌ها به‌ویژه برای انسان‌ها نگران‌کننده است. گرگ‌ها می‌توانند این انگل‌ها را به سگ‌ها منتقل کنند و سگ‌ها نیز می‌توانند آن‌ها را به انسان انتقال دهند. در مناطقی که گرگ‌ها در نواحی دامداری زندگی می‌کنند، این انگل‌ها ممکن است به دام‌ها نیز منتقل شوند.

## بیماری‌ها

### ویروسی
بیماری‌های ویروسی منتقل‌شده توسط گرگ‌ها شامل هاری، دیستمپر سگ، پاروویروس سگ، هپاتیت عفونی سگ، پاپیلوماتوز و کروناویروس سگ هستند. گرگ‌ها یکی از میزبان‌های اصلی هاری در روسیه، ایران، افغانستان، عراق و هند به‌شمار می‌روند. دوره نهفتگی هاری در گرگ‌ها بین ۸ تا ۲۱ روز است و باعث تحریک‌پذیری حیوان، ترک گروه و پیمودن تا ۸۰ کیلومتر در روز می‌شود که خطر انتقال بیماری به سایر گرگ‌ها را افزایش می‌دهد. گرگ‌های مبتلا به هاری از انسان نمی‌ترسند و بیشتر حملات ثبت‌شده گرگ به انسان ناشی از موارد ابتلا به هاری بوده است.
اگرچه دیستمپر سگ برای سگ‌ها کشنده است، در مورد گرگ‌ها به‌جز در کانادا و آلاسکا، مورد مرگی ثبت نشده است. پاروویروس سگ که باعث مرگ از طریق کم‌آبی، عدم تعادل الکترولیت‌ها و شوک اندوتوکسیک یا سپسیس می‌شود، در گرگ‌ها معمولاً قابل‌تحمل است ولی می‌تواند برای توله‌ها کشنده باشد. گرگ‌ها ممکن است از سگ‌ها به هپاتیت عفونی سگ مبتلا شوند، اما گزارشی از مرگ گرگ بر اثر آن وجود ندارد. پاپیلوماتوز تنها یک‌بار در گرگ‌ها ثبت شده و به‌نظر نمی‌رسد باعث بیماری جدی یا مرگ شود، اگرچه ممکن است رفتارهای تغذیه‌ای را تغییر دهد. کروناویروس سگ در گرگ‌های آلاسکایی ثبت شده و میزان عفونت در ماه‌های زمستان بیشتر است.